# Chlorogastropsis orga
Chlorogastropsis orga là một loài ruồi trong họ Tachinidae.